# Torre dei Conti

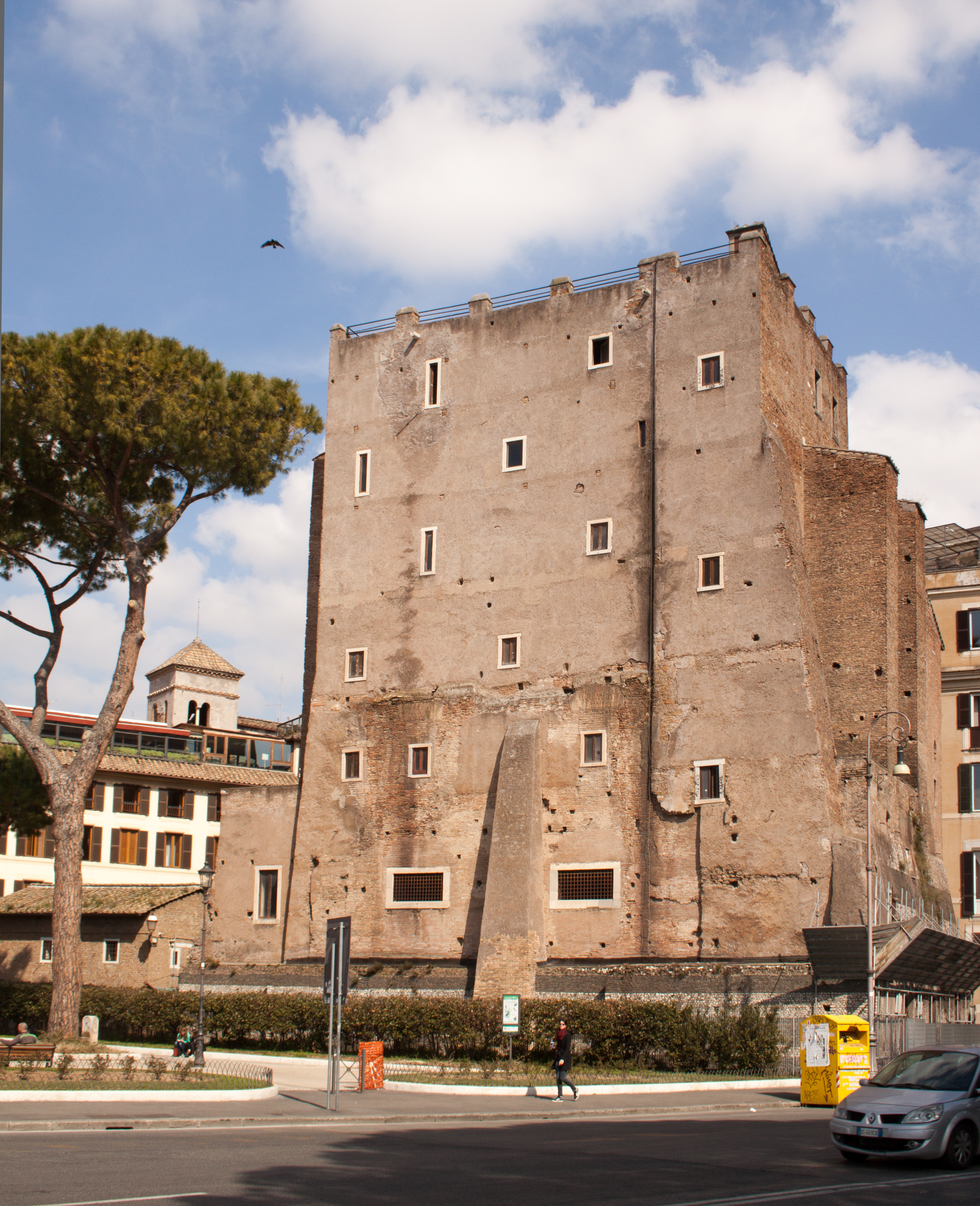
A Torre dei Conti

A Torre dei Conti Róma egyik középkori lakótornya, a város fontos műemléke a császári fórumok közelében. 1238-ban építtette III. Ince pápa testvére családjuk, a Conti-család számára.

## Története
Az épületet a császári fórumok romjain emelték, ott, ahol akkoriban a Conti-család és a Frangipani-család befolyási övezeteinek határa húzódott.
Eredetileg 50-60 méter magas volt, és az ókori romokból „bányászott” travertínó mészkő borította, később azonban ezt leszedték és a Michelangelo Buonarroti használta fel azt újra a Porta Pia építéséhez. A felső emeleteket egy sor földrengés súlyosan megrongálta, leginkább az 1348-as friuli földrengés, ami után el is hagyták lakói. 1620-ban a pápa kamara újjáépíttette, de 1630-ban és 1644-ben megint károkat szenvedett földrengésektől. A 17. század végén VIII. Sándor pápa restauráltatta, falait pedig támpillérekkel erősíttette meg. Magasságát mintegy a felére, 29 méterre csökkentették. 
1937-ben Benito Mussolini a feketeinges rohamcsapatainak adományozta az épületet. Ők ebben alakították ki vezetőjük, Alessandro Parisi tábornok mauzóleumát, aki 1938-ban autóbalesetben vesztette életét. Holtteste azóta is itt nyugszik egy ókori római szarkofágban.

## Fordítás
- Ez a szócikk részben vagy egészben a Torre dei Conti című angol Wikipédia-szócikk ezen változatának fordításán alapul.  Az eredeti cikk szerkesztőit annak laptörténete sorolja fel. Ez a jelzés csupán a megfogalmazás eredetét és a szerzői jogokat jelzi, nem szolgál a cikkben szereplő információk forrásmegjelöléseként.